# Aeroportul Shashi
Aeroportul Shashi (IATA: SHS, ICAO: ZHSS) este un aeroport din Shashi District⁠(d), Jingzhou⁠(d), Hubei, Republica Populară Chineză ce deservește zona Jingzhou⁠(d). Aeroportul a fost tranzitat în 2002 de 5.551 de pasageri.
Situat la o altitudine de 34 m, aeroportul dispune de 1 pistă.

## Infrastructură

### Piste
Aeroportul dispune de o singură pistă. Pista 04/22 are suprafața de beton. 